# (8689) 1992 PU3
A (8689) 1992 PU3 a Naprendszer kisbolygóövében található aszteroida. Henry Holt fedezte fel 1992. augusztus 5-én.